# Leslie L. Vadász
Leslie L. Vadász, születési nevén Vadász László (Budapest, 1936. szeptember 12. –) magyar-amerikai mérnök-menedzser, az Intel Corporation egyik alapító tagja.

## A kezdeti évek és tanulmányai
Már kora gyermekkorában érdeklődést mutatott a matematika és az irodalom iránt. Az 1956-os forradalmat követően Kanadába emigrált, ahol 1961-ben a montréali McGill Egyetemen villamosmérnöki diplomát szerzett. 1990-ben részt vett a Harvard Egyetem Advanced Management Programjában (AMP).

## Életútja
Vadász, diplomája megszerzését követően, az Egyesült Államokba költözött, először a Transitron Corporationnél (1961–1964, K+F), majd a Fairchild Semiconductor International vállalatnál dolgozott (1964–1968, K+F).  1968-ban, miután kollégáikkal, Vadásszal és a szintén magyar Gróf Andrással, alias Andrew Grove-val, otthagyták a Fairchild Semiconductort, az integrált áramkörök majdani egyik megalkotója, Robert Noyce fizikus, valamint – a leginkább a róla később elnevezett törvényről (Moore-törvény) ismertté vált – Gordon Moore fizikus, kémikus megalapították az Intel Corporationt. Az alapításkor Vadász és az őt az új céghez magával vivő Grove lettek a cég első nem tulajdonos dolgozói. Vadász a később világtörténelmet író, a világ legnagyobb félvezetőgyártójává váló vállalat egykor – a fentiek szerint – negyediknek belépett alkalmazottja 2003-ban mint a cég ügyvezető alelnöke vonult vissza. Ő volt a vállalat tervezési osztályának vezetője, amikor kifejlesztették az első mikroprocesszort, az Intel 4004-et, ő vezette az első nagyfokú integráltságú dinamikus RAM- és az első EPROM-lapkák fejlesztési munkálatait a cégen belül.
Vadász 1991-ben hozta létre az Intel Capital kockázatitőke-befektető vállalatot, melynek 2003-ig, nyugdíjba vonulásáig, elnöke is maradt. A stratégiai befektetési vállalat, alapítása után, a világ harmincnál is több országában ezernél több vállalat útját egyengette. Visszavonulását követően az Intel igazgatótanácsának emeritus tagja maradt.
Vadász visszavonulásának 2003-as bejelentésekor Craig Barrett, az Intel elnök-vezérigazgatója a következőket mondta róla: "[Les Vadasz] a mérnökök mérnöke, aki remek érzékkel sejtette meg, hogy merre halad az iparág, és hogy nekünk merre kell haladnunk a siker érdekében. Az Intel a félvezetőiparban kiharcolt vezető pozícióját nagyrészt Les Vadasz eredményeinek köszönheti."

## Fordítás
Ez a szócikk részben vagy egészben  a   Leslie L. Vadász című angol Wikipédia-szócikk ezen változatának fordításán alapul.  Az eredeti cikk szerkesztőit annak laptörténete sorolja fel. Ez a jelzés csupán a megfogalmazás eredetét és a szerzői jogokat jelzi, nem szolgál a cikkben szereplő információk forrásmegjelöléseként.